# مقدونيا (اليونان)
مقدونيا منطقة جغرافية ومنطقة إدارية سابقة في اليونان، في جنوب البلقان. هي أكبر وثاني أكثر المناطق الجغرافية اليونانية سكانًا، وبلغ عدد سكانها 2.36 مليون نسمة في 2020. مقدونيا جبلية في معظمها، وتتركز أكثر مراكزها الحضرية الكبرى مثل سالونيك وكافالا على ساحلها الجنوبي. تشكّل مع تراقيا، وأحيانًا ثيساليا وإبيروس جزءًا من اليونان الشمالية. تضم مقدونيا اليونانية كامل الجزء الشمالي من منطقة مقدونيا الأكبر منها، مشكلة 51% من المساحة الكلية للمنطقة. بالإضافة إلى ذلك، تشكل جزءًا من حدود اليونان مع ثلاث دول: بلغاريا في الشمال الشرقي، ومقدونيا الشمالية في الشمال، وألبانيا في الشمال الغربي.
تضم مقدونيا اليونانية معظم مناطق مقدونيا القديمة، وهي مملكة حكمتها الأسرة الأرغية، التي كان أشهر أفرادها الإسكندر الأكبر وأبوه فيليب الثاني. قبل توسع مقدونيا تحت حكم فيليب في القرن الرابع ق.م، غطت مملكة المقدونيين القدماء منطقة تناظر تقريبًا المنطقتين الإداريتين لمقدونيا الشمالية والوسطى في اليونان المعاصرة. أُطلق اسم مقدونيا لاحقًا على عدد من المناطق الإدارية المختلفة جدًا في الإمبراطوريتين الرومانية والبيزنطية. مع الغزو التدريجي العثماني لجنوب شرق أوروبا في أواخر القرن الرابع عشر، اختفى اسم مقدونيا بصفتها دلالة إدارية لعدة قرون ونادرًا ما حُددت على الخرائط. مع صعود القومية في الإمبراطورية العثمانية، أُعيد إحياء اسم مقدونيا في القرن التاسع عشر مصطلحًا جغرافيًا، وفي نظر اليونانيين المتعلمين كان مناظرًا للأرض التاريخية القديمة. تزامن الارتقاء الاقتصادي لسالونيك وغيرها من المراكز الحضرية في مقدونيا مع النهضة الثقافية والسياسية لليونانيين. كان قائد الثورة اليونانية ومنسقها في مقدونيا إيمانويل باباس من دوفيستا (في سيرس)، وامتدت الثورة من وسط مقدونيا إلى غربها. تُظهر رسائل من تلك الفترة باباس إما يُخاطَب أو يوقّع بصفة «قائد مقدونيا وحاميها» ويُعتبر اليوم بطلًا يونانيًا إلى جانب المقدونيين المجهولين الين قاتلوا معه. حدد سقوط ناوسا والمجزرة التي افتُعلت فيها نهاية الثورة اليونانية في مقدونيا، وظلت المنطقة في الإمبراطورية العثمانية. في بداية القرن العشرين، كانت المنطقة قضية وطنية بالفعل، والنزاع عليها قائم بين دول اليونان وبلغاريا وصربيا. بعد الصراع المقدوني وحروب البلقان (في 1912 و1913)، صارت منطقة مقدونيا اليونانية الحديثة جزءًا من الدولة اليونانية الحديثة في عامي 1912 – 1913، في أعقاب حروب البلقان ومعاهدة بوخارست (1913). استمرت بصفتها قسمًا إداريًا من اليونان حتى إصلاح عام 1987، حينما قُسمت إلى الأقسام الإدارية من المستوى الثاني مقدونيا الغربية ومقدونيا الوسطى، في حين قُسم الجزء الشرقي إلى مقاطعة دراما كافالا كسانثي حتى عام 2010، وجزء من قسم مقدونيا الشرقية وتراقيا بعد 2010. قُسمت المنطقة مرة أخرى بين الأقسام الإدارية من المستوى الثالث للحكومة اللامركزية لمقدونيا وتراقيا، والحكومة اللامركزية لإبيروس ومقدونيا الغربية. ضمت أيضًا المجتمع الرهباني المستقل لجبل آثوس، الخاضع للسلطة القضائية لوزارة الشؤون الخارجية (عبر الإدارة المدنية لجبل آثوس) من الناحية السياسية، ولبطريرك القسطنطينية المسكوني من الناحية الدينية.
ما تزال المنطقة مركزًا اقتصاديًا مهمًا لليونان. مقدونيا اليونانية مسؤولة عن أغلبية المنتوج الزراعي لليونان وهي أيضًا مساهم كبير في قطاعي الصناعة والسياحة في البلاد. سالونيك عاصمة المنطقة، وثاني أكبر مدنها ومركز اقتصادي وصناعي وثقافي وتجاري وسياسي رئيس في اليونان. مقدونيا الوسطى رابع المناطق السياحية شهرةً في اليونان وأكثر المقاصد غير الجُزرية رواجًا. هي موطن أربعة من مواقع التراث العالمي بحسب يونسكو، بما فيها أيجاي (فيرغينا المعاصرة، تبعد نحو 12 كيلومترًا (7 أميال) عن فيريا)، وهي واحدة من المدن المقدونية الكبيرة القديمة، حيث يقع قبر فيليب الثاني المقدوني. بيلا (وتبعد نحو كيلومترٍ واحدٍ (0.62 ميل) عن بلدة بيلا الحالية، ونحو 7 كيلومترات (4.3 أميال) عن يانيستا)، التي حلت محل أيجاي بصفة عاصمة مقدونيا في القرن الرابع قبل الميلاد وكانت مسقط رأس الإسكندر الأكبر، تقع في مقدونيا اليونانية أيضًا.

## أصل التسمية
ينحدر اسم مقدونيا من اللفظة اليونانية (Makedonía) وهي مملكة (صارت لاحقًا منطقة) سُميت تيمنًا بالمقدونيين القدماء، الذين كانوا سلّان قبيلة يونانية من العصر البرونزي. اسمهم، المقدونيين (Makedónes)، متجانس مع الصفة اليونانية القديمة (makednós)، والتي تعني «طويل أو نحيل». وهي مشتقة تقليديًا من الجذر الهندوأوروبي (meh₂ḱ)، الذي يعني «مديد» أو «رشيق». يدعم عالم اللغويات روبرت إس. بّي. بييكس فكرة أن كلا المصطلحين يرجع أصله إلى اللغات ما قبل اليونانية ولا يمكن شرحه في سياق المورفولوجيا الهندوأوروبية. ومع ذلك، آراء بييكس ليست سائدة ودي ديكر يجادل بأن حججه غير كافية. عُرفت المنطقة تاريخيًا باسم (Makedonija) في البلغارية واللهجات السلافية الجنوبية المحلية، وMakedonya)) في التركية، و (Machedonia) في الأرومونية. (Machedonia) هو اسم المنطقة في اللغة الميغلينية الرومانية أيضًا.

## تاريخها

### ما قبل التاريخ
تقبع مقدونيا على مفترق طرق التطور البشري بين بحر إيجة وجزر البلقان. ترجع أولى الدلائل على الاستيطان البشري فيها إلى العصر الحجري القديم، وبصورة ملحوظة في كهف بيترالونا الذي عُثر فيه على أقدم أشباه البشر الأوروبيين المعروفين حتى الآن، أركانثروبوس يوروبايوس بيترالونيسيس. في بداية العصر الحجري الحديث، تطورت مستوطنة نيا نيكوميديا. في أواخر العصر الحجري الحديث (نحو 4500 – 3500 ق.م)، قامت التجارة بين مناطق بعيدة جدًا، ما يشير إلى تغيرات اجتماعية اقتصادية سريعة. كان بدء العمل بالنحاس واحدًا من أهم الابتكارات.

### التاريخ القديم
وفقًا لهيرودوت: بدأ تاريخ مقدونيا بهجرة قبيلة المقدونيين، الذين كانوا من بين أوائل مستخدمي الاسم، إلى المنطقة من هيستياوتيس في الجنوب. عاشوا هناك بجوار قبائل تراقية مثل البرايجيين الذين تركوا مقدونيا لاحقًا قاصدين الأناضول وصاروا يُعرفون باسم الفريجيين. سُميت مقدونيا تيمنًا بالمقدونيين. شهدت روايات أن أسماء طبغرافية أخرى مثل إماثيا كانت تُستخدم قبل ذلك. يدعي هيرودوت أن فرعًا من المقدونيين غزا جنوب اليونان قرب نهاية الألفية الثانية قبل الميلاد. عندما وصلوا إلى البيليوبونيز، تغير اسم الغزاة إلى الدورييين، ما أثار حكايات عن الغزو الدورياني. لقرون، نُظمت القبائل المقدونية في ممالك مستقلة، في ما يعرف الآن بمقدونيا الوسطى، وكان دورها في السياسة الداخلية اليونانية ضئيلًا، حتى قبل نهضة أثينا. ادعى المقدونيون أنهم دوريون يونانيون (يونانيون أرجيفيون) وكان ثمة الكثير من الأيونيين في المناطق الساحلية. كانت بقية المنطقة مأهولة بمختلِف القبائل التراقية والإليرية بالإضافة إلى المستعمرات الساحلية في معظمها لدول يونانية أخرى مثل أمفيبوليس وأولينثوس وبوتيديا وستاغييرا والكثير غيرها، وفي الشمال سكنت قبيلة أخرى اسمها قبيلة البايونيانيين. في أواخر القرن السادس وبداية القرن الخامس ق.م، سقطت المنطقة تحت الحكم الفارسي حتى هلك خشايارشا في بلاتايا. في إبان الحرب البيلوبونيسية، صارت مقدونيا مسرحًا للعديد من العمليات العسكرية التي قامت بها العصبة البيلوبونيسية والأثينيين، وشهدت توغلات التراقيين والإليريين، بحسب توثيق ثوقيديديس. تحالف العديد من المدن المقدونية مع الإسبارطيين (كان كلا الإسبارطيين والمقدونيين دوريّ، في حين كان الأثينيون أيونيين)، لكن أثينا أبقت مستعمرة أمفيبوليس تحت السيطرة لسنين عديدة. أعاد فيليب الثاني تنظيم مملكة مقدونيا وحقق الوحدة بين الدول اليونانية عن طريق تشكيل رابطة كورنث. بعد اغتياله، خلفه ابنه الإسكندر إلى عرش مقدونيا وبدأ حملته الطويلة ناحية الشرق حاملًا لقب سيد رابطة كورنث. بعد وفاة الإسكندر الأكبر وحرب ملوك طوائف الإسكندر، صارت مقدونيا دولة قوية من دول اليونان الهلنستية.